# Robert Wagner (calciatore)
Robert Wagner (Lahr/Schwarzwald, 14 luglio 2003) è un calciatore tedesco, centrocampista del St. Pauli in prestito dal Friburgo.

## Carriera

### Club
Wagner ha iniziato a giocare a calcio a sei anni con il club locale SC Lahr. Pochi anni dopo, è entrato brevemente a far parte del Friburgo prima di tornare al Lahr nel 2015. Ha firmato nuovamente con il Friburgo 2 anni dopo.
Nella stagione 2021-22 ha collezionato 27 presenze in 3. Liga con la seconda squadra, segnando due volte e realizzando altrettanti assist. Nella prima metà del 2022 ha fatto parte della rosa della prima squadra in Bundesliga andando in panchina in quattro occasioni. In vista della stagione 2022-23, si è allenato con la prima squadra nel pre-campionato ed il 26 agosto ha esordito nei minuti finali dell'incontro di Bundesliga vinto 1-0 contro il Bochum.

### Nazionale
Ha giocato nelle nazionali giovanili tedesche Under-19, Under-20 ed Under-21.

## Statistiche

### Presenze e reti nei club
Statistiche aggiornate al 9 novembre 2024.
| Stagione        | Squadra         | Campionato      | Campionato | Campionato | Coppe nazionali | Coppe nazionali | Coppe nazionali | Coppe continentali | Coppe continentali | Coppe continentali | Altre coppe | Altre coppe | Altre coppe | Totale | Totale | Totale |
| Stagione        | Squadra         | Comp            | Pres       | Reti       | Comp            | Pres            | Reti            | Comp               | Pres               | Reti               | Comp        | Pres        | Reti        | Pres   | Reti   |        |
| --------------- | --------------- | --------------- | ---------- | ---------- | --------------- | --------------- | --------------- | ------------------ | ------------------ | ------------------ | ----------- | ----------- | ----------- | ------ | ------ | ------ |
| 2021-2022       | Friburgo II     | RL              | 27         | 2          |                 | -               | -               |                    | -                  | -                  |             | -           | -           | 27     | 2      |        |
| 2022-2023       | Friburgo II     | RL              | 21         | 2          |                 | -               | -               |                    | -                  | -                  |             | -           | -           | 21     | 2      |        |
| 2022-2023       | Friburgo        | BL              | 4          | 0          | CG              | 0               | 0               | UEL                | 1                  | 0                  |             | -           | -           | 5      | 0      |        |
| 2023-2024       | Greuther Fürth  | 2B              | 31         | 4          | CG              | 1               | 0               | -                  | -                  | -                  |             | -           | -           | 32     | 4      |        |
| 2024-2025       | St. Pauli       | BL              | 8          | 0          | CG              | 2               | 0               | -                  | -                  | -                  |             | -           | -           | 10     | 0      |        |
| Totale carriera | Totale carriera | Totale carriera | 91         | 8          |                 | 3               | 0               |                    | 1                  | 0                  |             | -           | -           | 95     | 8      |        |